# Niederländische Badmintonmeisterschaft 1965
Die Niederländische Badmintonmeisterschaft 1965 war die 24. Austragung der nationalen Titelkämpfe im Badminton in den Niederlanden. Sie fand bereits Mitte Dezember 1964 in Eindhoven statt.

## Finalergebnisse
| Disziplin    | Sieger                    | Finalist                               | Ergebnis           |
| ------------ | ------------------------- | -------------------------------------- | ------------------ |
| Herreneinzel | Herman Leidelmeijer       | Henk Weys                              | 12-15, 15-11, 15-1 |
| Dameneinzel  | Agnes Geene               | Imre Rietveld                          | 11-2, 11-7         |
| Herrendoppel | Henk Weys Jos Rijmers     | Huub van Ginneken Ruud van Ginneken    |                    |
| Damendoppel  | Agnes Geene Imre Rietveld | Henriette Ernst Marja Ridder           |                    |
| Mixed        | Jos Rijmers Marja Ridder  | Lex Meijer Marloes Sunnebelt-van Swelm |                    |